# Josiah Middaugh
Josiah Middaugh né le 28 juillet 1980 dans le Michigan aux États-Unis est un triathlète professionnel champion du monde sur Xterra Triathlon en 2015.

## Palmarès

### En triathlon
Le tableau présente les résultats les plus significatifs (podium) obtenus sur le circuit international de triathlon depuis 2004.
| Année | Compétition                             | Pays       | Position           | Temps           |
| ----- | --------------------------------------- | ---------- | ------------------ | --------------- |
| 2016  | Championnat du monde de triathlon cross | Australie  | Médaille d'argent  | 2 h 37 min 43 s |
| 2015  | Championnat du monde Xterra - Maui      | États-Unis | Médaille d'or      | 2 h 35 min 32 s |
| 2015  | Xterra Beaver Creek                     | États-Unis | Médaille d'or      | 2 h 7 min 26 s  |
| 2014  | Championnat du monde Xterra - Maui      | États-Unis | Médaille d'argent  | 2 h 31 min 11 s |
| 2014  | Championnat du monde de triathlon cross | Allemagne  | Médaille d'argent  | 2 h 35 min 28 s |
| 2012  | Xterra États-Unis                       | États-Unis | Médaille d'or      | 2 h 26 min 57 s |
| 2012  | Championnat du monde Xterra - Maui      | États-Unis | Médaille d'argent  | 2 h 27 min 40 s |
| 2011  | Xterra Canada                           | Canada     | Médaille d'or      | 2 h 38 min 46 s |
| 2011  | Xterra West Coast                       | États-Unis | Médaille d'or      | 2 h 13 min 39 s |
| 2011  | Ironman 70.3 Buffalo Springs            | États-Unis | Médaille de bronze | 4 h 5 min 51 s  |
| 2010  | Xterra Canada                           | Canada     | Médaille d'or      | Timing          |
| 2009  | Xterra Southeast Coast                  | États-Unis | Médaille d'or      | Timing          |
| 2008  | Xterra East Coast                       | États-Unis | Médaille d'or      | 2 h 2 min 51 s  |
| 2007  | Xterra États-Unis                       | États-Unis | Médaille d'or      | 2 h 37 min 47 s |
| 2007  | Xterra East Coast                       | États-Unis | Médaille d'or      | 2 h 9 min 21 s  |
| 2007  | Xterra Southeast Coast                  | États-Unis | Médaille d'or      | 2 h 6 min 50 s  |
| 2007  | Xterra West Coast                       | États-Unis | Médaille d'or      | 2 h 35 min 34 s |
| 2006  | Xterra West Coast                       | États-Unis | Médaille d'or      | 2 h 17 min 31 s |
| 2004  | Xterra Canada                           | Canada     | Médaille d'or      | Timing          |
| 2004  | Xterra West Coast                       | États-Unis | Médaille d'or      | 2 h 20 min 31 s |
| 2004  | Championnat du monde Xterra - Maui      | États-Unis | Médaille de bronze | 2 h 33 min 28 s |

### En raquette à neige
| masculin           | Course                                    | Longueur | Départ          | Temps       |
| ------------------ | ----------------------------------------- | -------- | --------------- | ----------- |
| Médaille de bronze | Championnats du monde de raquette à neige | 7,5 km   | 28 février 2017 | 29 min 41 s |